# Mega Man
Mega Man (Japanska:ロックマン, Rockman) är en fiktiv blå robot och en serie TV-spel skapade av Capcom från 1987 och framåt. Det finns sju olika Mega Man-serier; fem av dem följer upp varandra historiskt sett medan de övriga två utspelar sig i någon form av alternativt universum. Han har en syster, som heter Roll (troligtvis en referens till rock'n'roll) och en bror som heter Protoman. Han har också sedan tredje spelet en robothund, som heter Rush, vilken kan användas som jetsläde-hund.

## Spel och serier
Majoriteten av dessa spel är plattformsspel. I slutet av varje bana möter spelaren en boss, dessa bossar har alla olika förmågor och vapen som spelaren sedan kan använda för att besegra nästa boss lättare, detta genom att lista ut vilket vapen som är bäst mot vilken boss. I den första spelserien (Mega Man 1–8 + Rock Man & Forte, NES och Mega Man I–V, Game Boy) hade alla bossarna namn som beskrev deras vapen eller egenskaper, alla med suffixet "Man". I  Mega Man X-serien övergavs detta och istället döptes bossarna till olika djurnamn och sedan till vanligare namn.
De mest sällsynta delarna i serien är Mega Man & Bass till Wonderswan och Rockman Strategy som bara släpptes i Sydkorea till PC. Det finns också mobilspel, ett spel till Tigers Game.com med flera.

### Mega Man
I den klassiska Mega Man-serien tar spelaren rollen som Mega Man, och hjälper honom att besegra den onde professorn Dr. Albert Wily och alla hans robotar. Varje gång Mega Man besegrar en robotväktare erhållar han dennes vapen. Serien består av tio spel och en så kallad 8.5 som heter Mega Man & Bass. (Megaman 9 och 10 släpptes 2008 respektive 2010 för moderna konsoler, men med estetiken hos 8-bitarseran), samt fem stycken spel till Game Boy som utspelar sig mellan de övriga spelen.)

### Mega Man X
Mega Man X-serien utspelar sig i en framtid, långt efter originalserien. Huvudkaraktären är Mega Man X, en robot med samma förmågor som originalseriens Mega Man, men mycket starkare. X-serien har en mycket mörkare ton än originalen.

### Mega Man Zero
Mega Man Zero-serien utspelar sig ytterligare 100 år senare. I denna serie är inte huvudpersonen Mega Man, utan Zero från Mega Man X-serien. Efter att ha sövt ner sig själv i runt 100 år har han nu vaknat upp och har anlitats av den så kallade Resistance för att bekämpa den tyranniska armén Neo Arcadia.

### Mega Man ZX
Mega Man ZX-serien utspelar sig 200 år efter Zero-serien, och här heter huvudpersonerna Vent och Aile. I det kommande spelet Mega Man ZX Advent (uppföljaren till Mega Man ZX) heter huvudpersonerna Grey och Ashe. I den här serien har Mavericks på något vis återuppstått, och med hjälp av så kallade Biometals kan Vent, Aile, Grey och Ashe slåss mot dem.

### Mega Man Legends
Mega Man Legends-serien utspelar sig flera tusen år efter ZX-serien. Jorden har nu blivit översvämmad av vatten, och endast ett fåtal mindre öar finns över ytan. Dock finns under dessa öar en helt annan värld, ett flertal ruiner som är sammankopplade med hjälp av öarna. Dessa ruiner styrs av enorma robotmonster kallade Reaverbots som inte gillar besökare, men människorna tvingas ner där eftersom de inte kan överleva utan de Refractors som finns i ruinerna.

### Mega Man Battle Network
Mega Man Battle Network-serien utspelar sig i ett parallellt universum till de andra serierna. Världen är uppbyggd av nätverk där varje människa har en så kallad NetNavi och en PET. Dessa fungerar som klockor, kalendrar och mycket mer, till och med som en vän. Dessa NetNavis lever i cybervärlden, där det också finns massor av virus som härjar omkring. Spelets protagonister, Lan Hikari och hans NetNavi MegaMan.Exe slåss mot dessa virus för att rädda världen.

### Mega Man Star Force
Mega Man Star Force utspelar sig 200 år efter Battle Network-serien. Nu är världen istället uppbyggd av radiovågor, och runt jorden kretsar tre stycken satelliter kallade Pegasus, Leo och Dragon som håller ihop världarna i ett nätverk. Denna så kallade Radio Wave World attackeras dock ständigt av virus, och spelets protagonister Geo Stelar och hans FM Omega-Xis måste bekämpa dessa virus och andra onda FM för att rädda världen.